# Konami Taisen Colosseum
Konami Taisen Colosseum (コナミ対戦コロシアム Konami Taisen Koroshiamu?, lit. "La Guerra del Coliseo de Konami") es una serie de videojuegos para teléfonos móviles relacionados con títulos desarrollados por Konami y publicados entre 6 de mayo de 2003 solo en Japón.

## Lista de juegos
- Konami Suzume 〜 TwinBee Taisen-ban 〜 (コナミ雀〜ツインビー対戦版〜?): un juego de mahjong basado en la saga TwinBee.
- Pazurudama Taisen-ban (ぱずるだま対戦版?)
- VS kuizu (VSクイズ?)
- Daruma otoshida ~ Taisen-ban (ダルマ落としだ～対戦版?)
- Kekkyoku Nankyoku Daibōken Taisen-ban (けっきょく南極大冒険対戦版?): un juego corriendo líneas basada en la saga Antarctic Adventure.
- Reversi (リバーシ?)
- Gomokunarabe (五目並べ?)